# Lene Mørk
Lene Mørk Christiansen (* 26. Oktober 1979) ist eine dänische Badmintonspielerin.

## Karriere
Lene Mørk gewann vier Nachwuchstitel in Dänemark. Bei der Junioren-Europameisterschaft 1997 erkämpfte sie sich Bronze und Gold. 1999 siegte sie bei den Bitburger Open, ein Jahr später bei den Czech International, Portugal International und Romanian International, wodurch sie den gesamten EBU-Circuit der Saison gewinnen konnte. 2001 war sie bei den Croatian International erfolgreich, 2002 bei den Portugal International und Austrian International.

## Sportliche Erfolge
| Saison    | Veranstaltung                                    | Disziplin   | Platz | Name                                          |
| --------- | ------------------------------------------------ | ----------- | ----- | --------------------------------------------- |
| 1993/1994 | Dänemark: Einzelmeisterschaften der Junioren U15 | Damendoppel | 1     | Britta Andersen / Lene Mørk, Viby J           |
| 1995/1996 | Dänemark: Einzelmeisterschaften der Junioren U17 | Damendoppel | 1     | Britta Andersen / Lene Mørk, Viby J           |
| 1996/1997 | Dänemark: Einzelmeisterschaften der Junioren U19 | Damendoppel | 1     | Jane F. Bramsen / Lene Mørk, Horsens          |
| 1997      | Junioren-Europameisterschaft                     | Mixed       | 3     | Kasper Ødum / Lene Mørk                       |
| 1997      | Junioren-Europameisterschaft                     | Damendoppel | 1     | Lene Mørk / Jane F. Bramsen                   |
| 1997/1998 | Dänemark: Einzelmeisterschaften der Junioren U19 | Damendoppel | 1     | Lene Mørk, Horsens / Britta Andersen, Viby J. |
| 1999      | Bitburger Open                                   | Damendoppel | 1     | Lene Mørk / Britta Andersen                   |
| 2000      | Polnische Internationale Meisterschaften         | Damendoppel | 2     | Lene Mørk / Britta Andersen                   |
| 2000      | Czech International                              | Damendoppel | 1     | Lene Mørk / Britta Andersen                   |
| 2000      | Portugal International                           | Damendoppel | 1     | Lene Mørk / Britta Andersen                   |
| 2000      | Romanian International                           | Damendoppel | 1     | Lene Mørk / Britta Andersen                   |
| 2000      | Slovenian International                          | Damendoppel | 1     | Lene Mørk / Britta Andersen                   |
| 2000/2001 | EBU Circuit                                      | Damendoppel | 1     | Lene Mørk / Britta Andersen                   |
| 2001      | Croatian International                           | Mixed       | 1     | Peter Steffensen / Lene Mørk                  |
| 2002      | Portugal International                           | Damendoppel | 1     | Lene Mørk / Helle Nielsen                     |
| 2002      | Austrian International                           | Damendoppel | 1     | Helle Nielsen / Lene Mørk                     |